# Naracs
Naracs (Нарач, oroszul Нарочь) üdülőtelepülés (kurortnij poszelok) Fehéroroszország Minszki területének Mjadzeli járásában, a Naracs-tó nyugati partján, Mjadzeltől 18 km-re nyugatra. 2005-ben 3,4 ezer lakosa volt. Az azonos nevű falu a településtől 3 km-re északnyugatra fekszik, de közigazgatásilag nem tartozik hozzá. A P28-as út köti össze Mjadzellel és a Polack-Vilnius főúttal (7 km). 1964-ben kapta mai nevét, azelőtt a Kabilnyik (Kobilnyik) nevet viselte.

## Történelem
Első írásos említése 1434-ből származik. 1916 márciusában az első világháború egyik fontos hadművelete zajlott itt le, erre emlékeztet ma is a német katonatemető. 1919-1939 között Lengyelországhoz tartozott. A német megszállás idején (1941-1944) jelentős partizántevékenység folyt itt. Az 1950-es években indult fejlődésnek az idegenforgalom. A Naracsi-tó nyugati erdős öblében, melyet a Nanoszi-félsziget határol le, üdülők sora épült. 1964-ben a tóparti üdülőterületet üdülőtelepüléssé nyilvánították és egyben a falu nevét is megváltoztatták.

## Nevezetességek
A település értékes építészeti értéke a 20. század elején neogótikus stílusban épült Szent András-templom. A hozzá tartozó fa harangláb eredetileg a 18. századból származik. A Szent Ilja-templom az 1860-as években épült. Meg kell még említeni a vándorkövekből épült régi hombárépületet, valamint a régi zsidó és német temetőket.

## Külső hivatkozások
- Nevezetességek (oroszul)